# Медаль «За общие заслуги»
Медаль «За общие заслуги» (хинди सामान्य सेवा पदक १९४७, англ. General Service Medal) — военная государственная награда Индии. Медаль означает участие награждённого непосредственно в боевых действиях.

## История
Во времена Британской Индии жителям современной Индии и Пакистана вручался ряд медалей «За общую службу» — «Service Medal» — за службу в конкретном географическом регионе, на ленту крепились планки с указанием конкретной кампании, в которой участвовал награждаемый. На гурт наносилось имя награждённого воина.
Опираясь на исторические традиции Индийский союз учредил «India General Service Medal 1947».
В январе 1949 года был разработан проект королевского указа о возможном создании награды от имени британского монарха. Это объяснялось тем, что в статусе доминиона Индии требовалось формальное одобрение со стороны британской короны для придания медали официального статуса в рамках Содружества. Однако данный механизм не был реализован, и вместо этого награда была учреждена указом Президента Индии № 3-Pres./50 от 5 июня 1950 года, причём её действие распространялось на службу, начиная с 15 августа 1947 года (даты независимости Индии).
Первоначальные эскизы медали так и не были воплощены в производство. Дизайн реверса подвергся изменениям в соответствии с президентскими поправками:
- № 30-Pres./54 от 21 июня 1954 года
- № 49-Pres./54 от 6 декабря 1954 года

В результате этих изменений с реверса исчезла дата «1947», которая первоначально присутствовала в различных вариантах оформления — как под надписью «Service Medal», так и в нереализованном проекте с надписью «INDIA».
Окончательно утверждённый вариант медали представлял собой круглую медно-никелевую медаль диаметром 35 мм с надписями «GENERAL SERVICE» и «INDIA», крепившуюся на неподвижной подвеске с планками. Этот дизайн использовался при награждениях вплоть до 1965 года.
На планке первых медалей, выданных за участие в первом индо-пакистанской войне располагалась надпись «JAMMY AND KASHMIR 1947-48».

Медаль была учреждена для поощрения военнослужащих, участвовавших в различных операциях в первые десятилетия после обретения Индией независимости. Награда вручалась как за боевые действия, так и за длительную службу в определённых регионах.

## Критерии награждения
Медаль присуждается за службу в составе Вооружённых сил Индии, включая регулярные войска, резервные формирования, Территориальную армию, силы индийских княжеств, милицию и другие узаконенные вооружённые формирования. Также награждаются медицинский персонал (матроны, сёстры, медсёстры и сотрудники госпиталей), а также гражданские лица, входящие в штат воинских подразделений и подлежащие общей службе.
При первом награждении вручается медаль с планкой, указывающей на конкретную операцию. За последующие операции выдаются только дополнительные планки с названием соответствующей кампании.

## Планки
За период вручения медали было учреждено семь планок, причём все они имели надписи на английском языке — в отличие от большинства других индийских наград, выпущенных после 1947 года:
- Jammu and Kashmir (1947—49) — за участие в боевых действиях или 180 дней службы в Кашмире с 27 октября 1947 по 1 января 1949 во время Первой индо-пакистанской войны.
- Overseas Korea 1950— 53 — за службу в составе 60-го парашютного полевого госпиталя в Корее.
- Naga Hills — за 180 дней службы в оперативных зонах с 27 апреля 1955.[4]
- Goa 1961 — за участие в операции по освобождению Гоа, Дамана и Диу (18-22 декабря 1961).
- Ladakh 1962 — за 15 дней службы в Ладакхе во время пограничного конфликта 1962 года.
- NEFA 1962 — за службу в Агентстве Северо-Восточной границы и Ассаме.
- Mizo Hills — за 180 дней службы в районе холмов Лушай[фр.] (холмы Мизо) с 28 февраля 1966.

## Описание медали

### Внешний вид
Медаль круглой формы, изготовлена из медно-никелевого сплава (мельхиор), диаметром 1,42 дюйма. На аверсе изображён божественный меч «Бхавани» — «божественный меч справедливости и истинной проницательности (правосудия)». Мечь является символом маратхского военачальника Шиваджи — национального героя Индии. Вокруг меча изображено сияние, символизирующий справедливость. На реверсе выгравирована надпись англ. «GENERAL SERVICE» в верхней части и «INDIA» в нижней, а в центре — изображение цветка лотоса с бутонами и листьями.
Лента медали шелковая, красного цвета, шириной 1,25 дюйма (31 мм), разделённая пятью зелёными вертикальными линиями на шесть равных полос. Ширина зелёной линии 1 мм.
Медаль подвешена к ленте на прямом, неразъёмном креплении.